# Михайлов, Никита Витальевич
Никита Витальевич Михайлов (род. 8 мая 1998, Тольятти, Самарская область) — российский хоккеист.

## Карьера
Начал заниматься хоккеем в Тольятти. На юниорском уровне играл за команды Самары и Казани. С 2016 года выступал в МХЛ за команду «Сибирские Снайперы» (Новосибирск).
В начале сезона 2018/19 главный тренер «ХК Сибирь» Владимир Юрзинов использовал Михайлова в матчах КХЛ в первой пятёрке нападения вместе с Юкка Пелтолой и Шарль Бертраном, после клуб возглавил Александр Андриевский, при котором Михайлов стал лучшим новичком КХЛ, набрав по итогам сезона 2018/19 25 очков (13+12). Продолжал играть за «Сибирь» в сезоне 2019/20, но был менее результативен. Осенью 2020 года играл за другой клуб КХЛ — «Сочи», где в 9 матчах не набрал ни одного очка.
С конца 2020 года играл за клубы ВХЛ.
21 мая 2022 года подписал однолетний двусторонний контракт с клубом КХЛ «Авангард» Омск. 10 ноября 2023 года был обменян в «Ладу» на денежную компенсацию.

## Достижения
- участник матча звёзд КХЛ: 2019.